# Santuário Diocesano Mariano de Nossa Senhora da Penha
O Santuário Diocesano Mariano de Nossa Senhora da Penha é um santuário católico localizado na cidade de São João da Barra, na região Norte fluminense, no estado do Rio de Janeiro.